# Blepharipa limitarsis
Blepharipa limitarsis är en tvåvingeart som först beskrevs av Walker 1861.  Blepharipa limitarsis ingår i släktet Blepharipa och familjen parasitflugor. Inga underarter finns listade i Catalogue of Life.